# Bianca Meyer

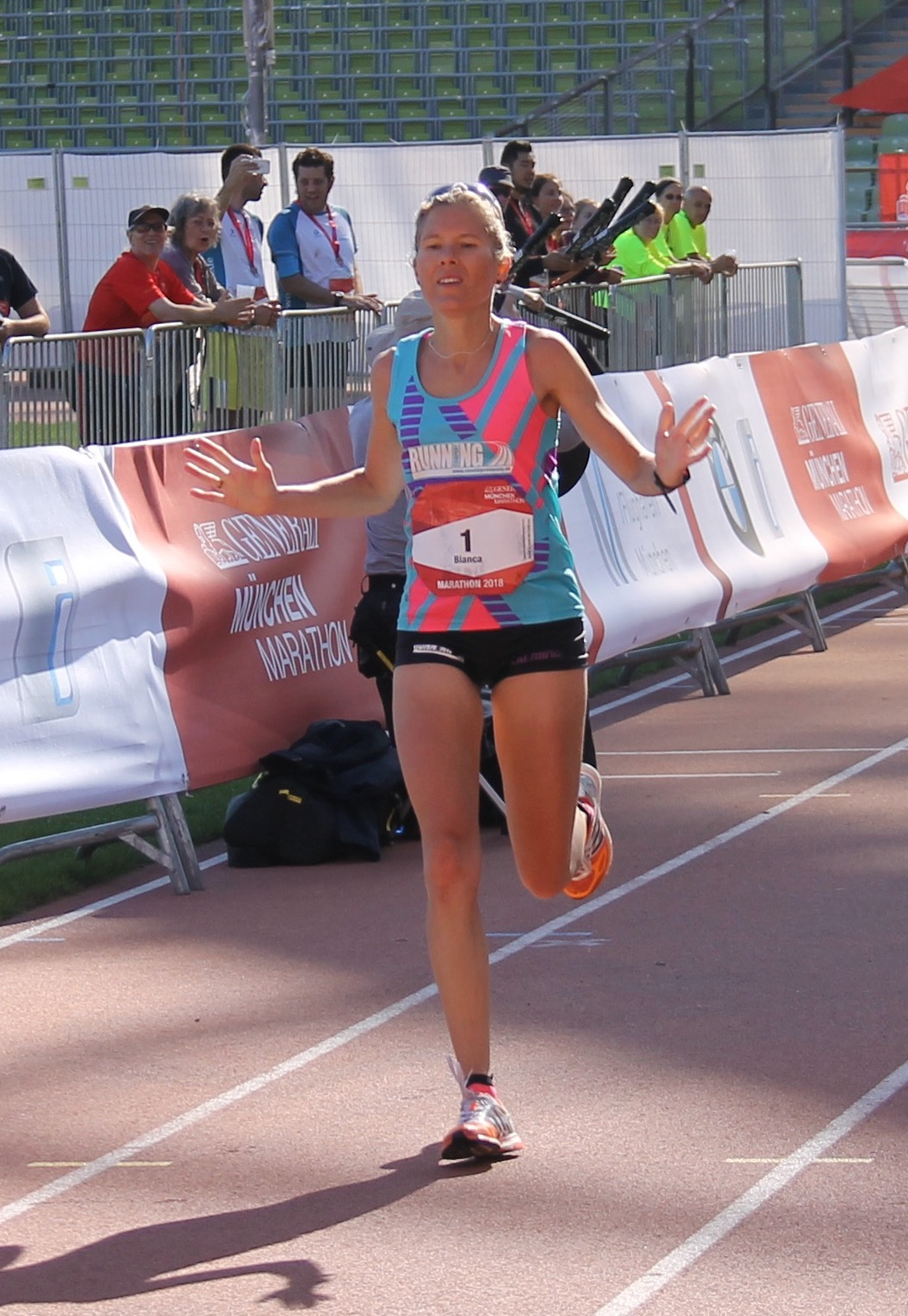
Zieleinlauf beim München-Marathon 2018

Bianca Meyer (* 24. November 1974 in München) ist eine deutsche Langstreckenläuferin. Sie ist mehrfache Bayerische und Berlin-Brandenburgische Meisterin sowie vierfache Deutsche Meisterin. Ihre größten Erfolge waren das Erreichen der IAAF-Qualifikation für die Marathon-Weltmeisterschaften 2005 in Osaka und der Vizeeuropameistertitel AK über 10.000 Meter im Jahr 2010.

## Werdegang und sportliche Erfolge
Am 29. September 2002 erlief Bianca Meyer im Rahmen der Deutschen Marathonmeisterschaft mit den Damen-Mannschaft den dritten Platz. Die gleiche Platzierung erreichte sie ein Jahr später mit der Mannschaft über 10 km. Die beste Platzierung bei einem Marathon der World-Marathon-Majors-Serie gelang Meyer am 25. September 2005 beim Berlin-Marathon als dritte Frau aus Deutschland (insgesamt Platz 20). Die Zeit von 2:48:20 h bedeutete Platz neun der Frauen-Bestenliste des Deutschen Leichtathletik-Verbandes (DLV) 2005. Bei der Deutschen Meisterschaft im Marathon am 22. Mai 2011 belegte Meyer Platz vier. Am 10. Oktober 2010 siegte Meyer beim München-Marathon über die Halbmarathon-Distanz.
Im April 2014 errang Meyer bei den Deutschen Halbmarathon-Meisterschaften in Freiburg den dritten Platz in der Altersklasse W40. Einen Monat später siegte sie bei den Deutschen Meisterschaften über 10.000 Meter auf der Bahn ebenso in ihrer Altersklasse. 2015 wurde Meyer Deutsche Marathon-Meisterin mit der Mannschaft im Rahmen des Frankfurt-Marathons, zudem belegte sie den dritten Rang in der Altersklasse W40 sowie den ersten Rang in der Altersklasse W40. Im Mai 2017 gewann Meyer in München mit 51,23 km den Wings for Life World Run. Beim Oktoberfestlauf in München im September 2017 verbesserte sie den Streckenrekord auf 1:21:38 h. Im Oktober 2017 siegte sie in ihrer Geburtsstadt beim München-Marathon in einer Zeit von 2:49:35 h. Im September 2019 errang Meyer beim Transalpine-Run den dritten Gesamtrang in der Kategorie Master Mixed.
Ab 2011 startete Meyer für die LG Stadtwerke München. Von April 2009 bis Juli 2012 wurde sie von Dan Lorang trainiert.
Seit 2009 betreibt Meyer eine Laufschule in München, mit der sie professionelles Lauftraining und Laufreisen anbietet.

## Persönliche Bestzeiten
- 5000 m: 17:17,29 min, 3. September 2000, Lübeck
- 10.000 m: 36:20,21 min, 3. Mai 2014, Aichach[7]
- 10-km-Straßenlauf: 35:48 min, 11. September 2005, Otterndorf[8]
- Halbmarathon: 1:19:12 h, 13. Oktober 2013, München[9]
- Marathon: 2:48:20 h, 25. September 2005, Berlin[10]